# Sussex County (New Jersey)
Sussex County ist ein County im Bundesstaat New Jersey. Bei der Volkszählung im Jahr 2020 hatte das County 144.221 Einwohner und eine Bevölkerungsdichte von 107 Einwohnern pro Quadratkilometer. Der Verwaltungssitz (County Seat) ist Newton.

## Geographie
Das County hat eine Fläche von 1.388 Quadratkilometern, wovon 38 Quadratkilometer Wasserfläche sind. Es grenzt im Uhrzeigersinn an folgende Countys: Orange County (New York), Passaic County, Morris County, Warren County und Pike County (Pennsylvania).

## Geschichte
Ein Ort im County hat den Status einer National Historic Landmark, die archäologische Fundstätte Minisink Archeological Site. 33 Bauwerke und Stätten des Countys sind insgesamt im National Register of Historic Places eingetragen (Stand 16. Februar 2018).

## Demografische Daten
Nach der Volkszählung im Jahr 2000 lebten im County 144.166 Menschen. Es gab 50.831 Haushalte und 38.784 Familien. Die Bevölkerungsdichte betrug 107 Einwohner pro Quadratkilometer. Ethnisch betrachtet setzte sich die Bevölkerung zusammen aus 95,73 % Weißen, 1,04 % Afroamerikanern, 0,11 % amerikanischen Ureinwohnern, 1,21 % Asiaten, 0,02 % Bewohnern aus dem pazifischen Inselraum und 0,74 % aus anderen ethnischen Gruppen; 1,14 % stammten von zwei oder mehr ethnischen Gruppen ab. 3,34 % der Bevölkerung waren spanischer oder lateinamerikanischer Abstammung.
Von den 50.831 Haushalten hatten 39,90 % Kinder und Jugendliche unter 18 Jahre, die bei ihnen lebten. 65,00 % waren verheiratete, zusammenlebende Paare, 8,00 % waren allein erziehende Mütter. 23,70 % waren keine Familien. 18,90 % waren Singlehaushalte und in 6,30 % lebten Menschen im Alter von 65 Jahren oder darüber. Die Durchschnittshaushaltsgröße betrug 2,80 und die durchschnittliche Familiengröße lag bei 3,24 Personen.
Auf das gesamte County bezogen setzte sich die Bevölkerung zusammen aus 27,90 % Einwohnern unter 18 Jahren, 6,20 % zwischen 18 und 24 Jahren, 31,50 % zwischen 25 und 44 Jahren, 25,30 % zwischen 45 und 64 Jahren und 9,10 % waren 65 Jahre alt oder darüber. Das Durchschnittsalter betrug 37 Jahre. Auf 100 weibliche Personen kamen 98,00 männliche Personen, auf 100 Frauen im Alter ab 18 Jahren kamen statistisch 95,60 Männer.
Das jährliche Durchschnittseinkommen eines Haushalts betrug 65.266 USD, das Durchschnittseinkommen der Familien betrug 73.335 USD. Männer hatten ein Durchschnittseinkommen von 50.395 USD, Frauen 33.750 USD. Das Prokopfeinkommen betrug 26.992 USD. 4,00 % der Bevölkerung und 2,80 % der Familien lebten unterhalb der Armutsgrenze. 4,10 % davon waren unter 18 Jahre und 5,40 % waren 65 Jahre oder älter.

## Städte und Ortschaften
- Andover
- Andover Township
- Augusta
- Branchville
- Byram Township
- Crandon Lakes
- Frankford Township
- Franklin
- Fredon Township
- Green Township
- Hamburg
- Hampton Township
- Hardyston Township
- Highland Lake
- Hopatcong
- Lafayette Township
- Lake Mohawk
- Montague Township
- Newton
- Ogdensburg
- Sandyston Township
- Sparta Township
- Stanhope
- Stillwater Township
- Stockholm
- Sussex
- Vernon Township
- Vernon Valley
- Walpack Township
- Wantage Township

## Trivia
Die Stadt Newton war Drehort für die Horrorfilme Freitag der 13. und Muttertag; es wurde gleichzeitig am See „Sand Pond“ in der Nähe der Stadt gefilmt.